# ルナリロ
ルナリロ（ハワイ語: Lunalilo, 1835年1月31日 - 1874年2月3日）は、ハワイ王国の第6代国王（在位: 1873年1月8日 - 1874年2月3日）。

## 生涯
1835年、カメハメハ1世の異母兄弟カライママフの孫として誕生。
ハワイ王国第5代国王カメハメハ5世が後継者を定めないまま1872年に亡くなったため、憲法に従い、ハワイ王国始まって以来初めて選挙によって選ばれる。これによりカメハメハ1世の直系子孫による王国支配は終焉を迎える。
ルナリロ王は肺結核にかかり、在位わずか1年1ヶ月ほどでこの世を去る。遺体は一旦、王室霊廟に安置されたが、遺言により、カワイアハオ教会の墓地に母親と共に埋葬された。ルナリロ王もまた後継者を定めなかったため、再び国王選挙が行なわれ、カラカウアが選挙を制し、国王に選ばれた。

## 政治
親米派の政治家で、閣僚にアメリカ人を採用するなどの政策を実行した。ただし、在位期間が短いため、親米政治の影響は生前には出なかった。死後、保守・親日のカラカウア王が即位したが、その頃にはハワイ王国は事実上の傀儡政権となっていた。このことから、ルナリロの即位がハワイ革命の遠因といえる。
| ルナリロ カメハメハ朝・カライママフ家 1835年1月31日 - 1874年2月3日 |                                               |                 |
| 爵位・家督                                                         |                                               |                 |
| 先代 カメハメハ5世                                                 | ハワイ国王 第6代：1873年1月8日 – 1874年2月3日 | 次代 カラカウア |